# Laila (Sunidhi Chauhan)
Laila è un brano musicale cantato da Sunidhi Chauhan, con musiche di Sajid-Wajid e testi di Shabbir Ahmed, usato come colonna sonora del film bollywoodiano Tezz, pubblicato il 30 marzo 2012..